# Protestos contra o acordo de reféns em Israel em setembro de 2024
No dia 1º de setembro de 2024, eclodiram protestos em Israel após as Forças de Defesa de Israel (FDI) anunciarem a recuperação dos corpos de seis reféns, tomados pelo Hamas durante o ataque a Israel em outubro de 2023, entre eles Hersh Goldberg-Polin. Pelo menos quatro pessoas ficaram feridas e 36 foram presas durante os protestos.

## História

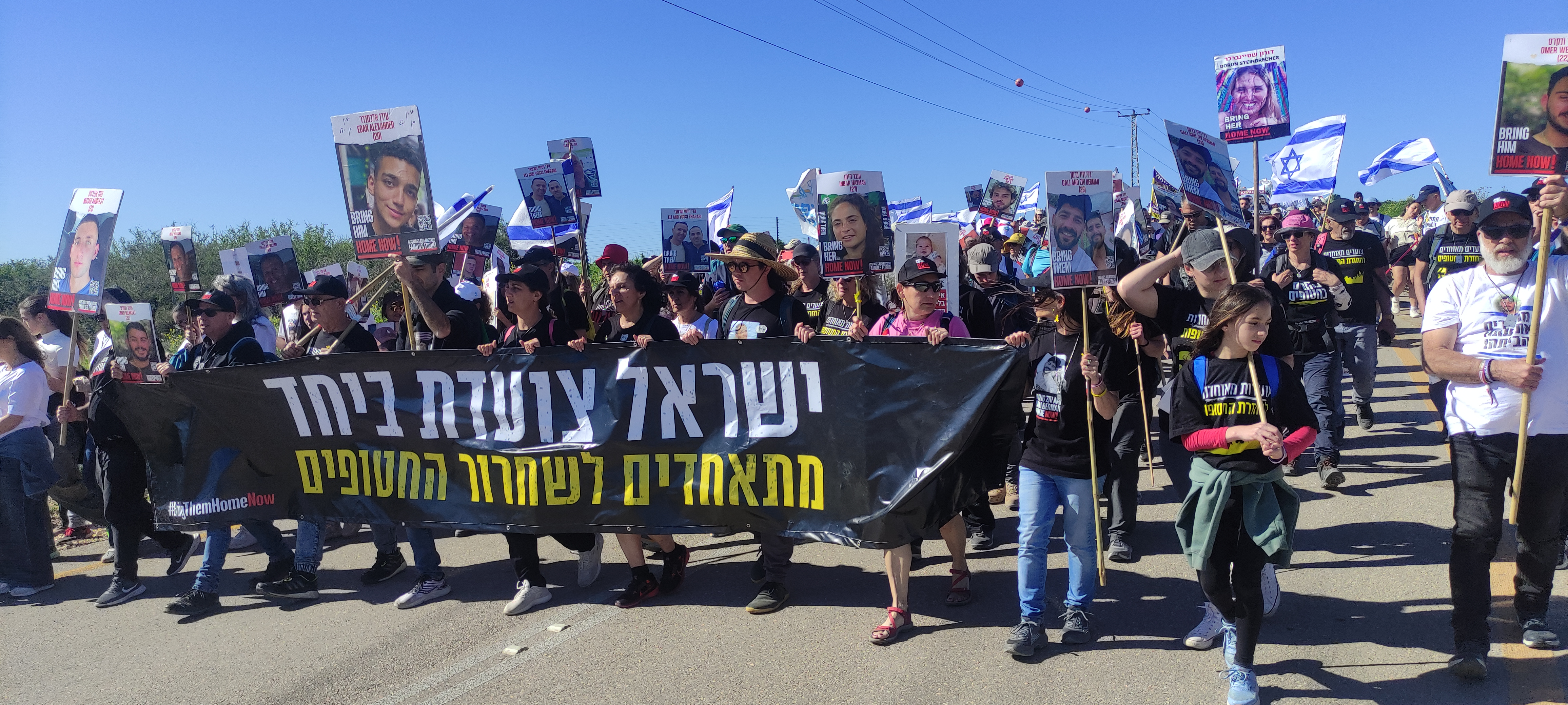
Israel Marcha Juntos marcha de protesto de Re'im para Jerusalém em março de 2024

Em 7 de outubro de 2023, o Hamas lançou um ataque contra Israel, sequestrando aproximadamente 251 pessoas e matando mais de 1.180. Desde então, ocorreram protestos em Israel exigindo a libertação dos reféns mantidos em Gaza. O primeiro protesto ocorreu em 14 de outubro de 2023, em Tel Aviv, criticando a gestão do governo israelense em relação ao conflito. A aparente inação do governo em resolver a questão dos reféns resultou em manifestações adicionais, tanto dentro quanto fora de Israel, incluindo protestos internacionais que marcaram o aniversário de seis meses do ataque, pedindo a libertação dos reféns.
Em 1 de setembro de 2024, as Forças de Defesa de Israel declararam que seis reféns tomados pelo Hamas, incluindo Hersh Goldberg-Polin, foram encontrados mortos em um túnel sob Rafah. Um exame forense realizado pelo Ministério da Saúde de Israel determinou que os reféns haviam sido baleados vários dias antes. O Hamas acusou Israel de não ter alcançado um acordo de cessar-fogo, permitindo que os reféns fossem mortos. O Hamas alegou que os reféns foram mortos devido a ataques aéreos israelenses.
Pouco depois do anúncio sobre as mortes, vários grandes protestos começaram em Israel. Muitos manifestantes salientaram sua preocupação com o fato de que os reféns haviam sobrevivido a 11 meses em cativeiro, e que três dos seis mortos recuperados estavam na lista de reféns soltaveis sob acordos de reféns rejeitados.

## Protestos

### Em Israel
De acordo com o Fórum de Reféns e Famílias Desaparecidas, mais de 700.000 israelenses participaram de protestos em todo o país, sendo cerca de 550.000 apenas em Tel Aviv. As manifestações representaram o maior protesto contra o governo em Israel desde o início da guerra entre Israel e o Hamas, 11 meses antes.

#### Tel Aviv
Os manifestantes marcharam da Rua Dizengoff para a sede das Forças de Defesa de Israel com seis caixões de apoio em toda a cidade, simbolizando os seis corpos recuperados. Entre os manifestantes estavam o presidente da Histadrut, Arnon Bar-David, e o secretário-geral do Movimento Kibbutz, Lior Simcha. A principal estrada de Ayalon foi bloqueada por manifestantes por três horas, que também jogaram objetos na estrada, acenderam fogos e lançaram fogos de artifício. A Polícia israelense respondeu lançando pelo menos quatro granadas de assombro e disparando espuma de canhões de água na multidão, ferindo levemente várias pessoas, incluindo MK Naama Lazimi. 29 pessoas foram presas em Tel Aviv por conduta desordenada, vandalismo e ataques contra policiais.

#### Jerusalém
Milhares de pessoas em Jerusalém protestaram fora do gabinete do primeiro-ministro enquanto uma reunião do gabinete estava programada, tocando assobios e trombetas enquanto exigiram um acordo de cessar-fogo. As ruas também foram bloqueadas. A polícia israelense usou skunk contra centenas de pessoas que se reuniram fora da entrada principal da cidade. Milhares de manifestantes com caixões velados na bandeira israelense manifestaram-se fora da residência de Netanyahu no centro de Jerusalém, gritando "Deal. Now". Vários manifestantes foram presos após os confrontos que surgiram depois que os caixões foram tomados pela polícia.

#### Haifa

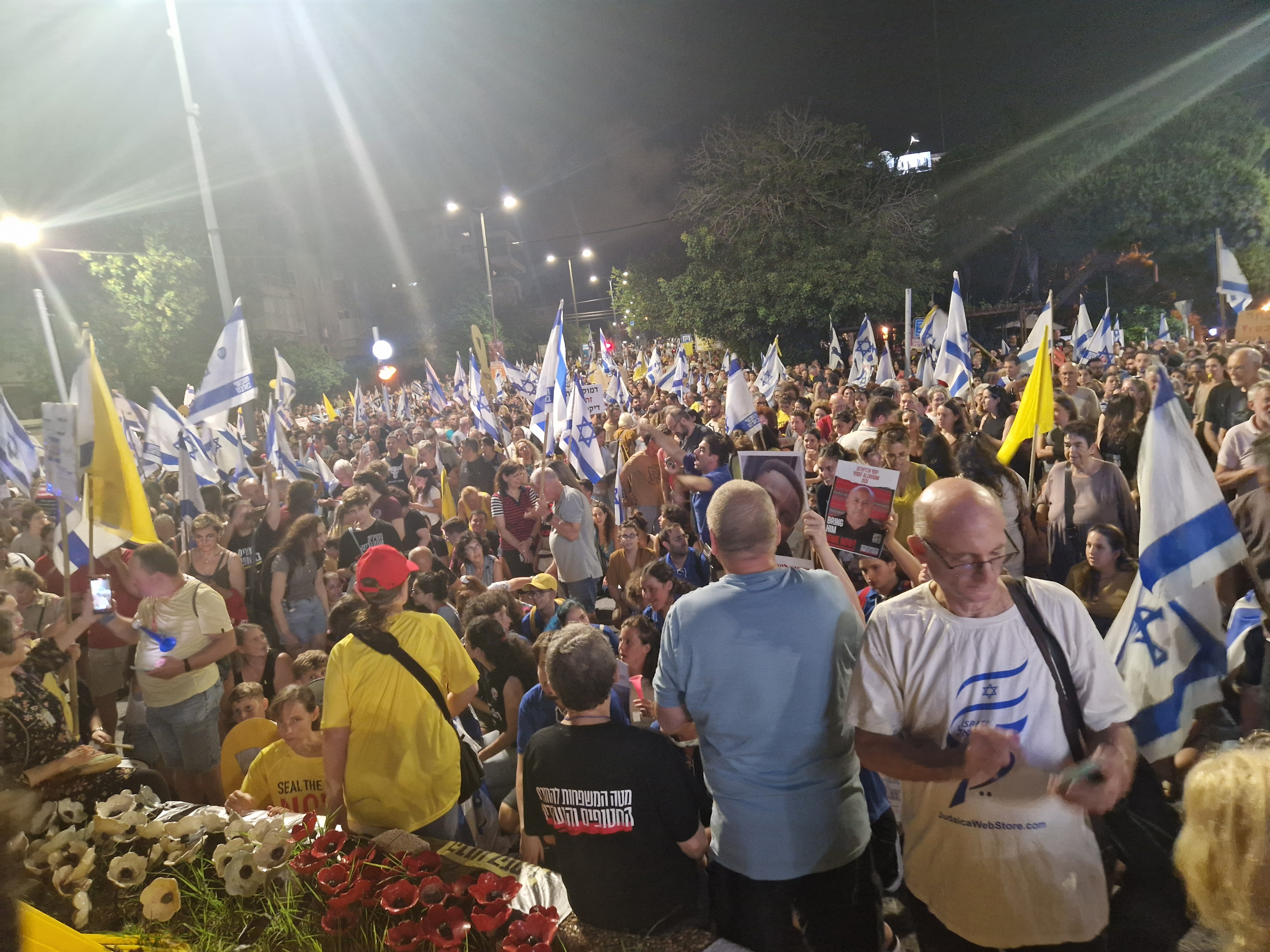
Protestos em Haifa, 1 de setembro de 2024

Duas pessoas foram presas em uma manifestação em Haifa em 1 de setembro de 2024, por acender tochas, e duas pessoas ficaram feridas em uma manifestações em Haifa, em 7 de setembro de 2024 depois que a polícia as jogou sobre fio de púas.

### Internacional
Demonstrantes se reuniram fora da residência de Washington, DC, do embaixador israelense nos Estados Unidos, Michael Herzog, para buscar o fim da guerra.

## Greve
Histadrut, o maior sindicato de Israel, anunciou uma greve de um dia para 2 de setembro.A greve terminou mais cedo do que originalmente planejado devido à decisão do tribunal trabalhista contra ela.

## Resposta do Governo
Segundo a CNN, o primeiro-ministro Benjamin Netanyahu demonstrou estar "preocupado" com os protestos. Em 2 de setembro, Netanyahu fez uma rara declaração de desculpas às famílias dos seis reféns mortos, mas reafirmou que não interromperia as operações militares no Corredor da Filadélfia.
Ele também destacou que está empenhado em trazer os reféns restantes de volta a Israel, mas alertou que ceder à pressão agora enviaria uma mensagem de que o Hamas só precisaria executar os reféns restantes para obter vantagem.
Em 2 de setembro, ao falar com repórteres, o presidente dos EUA, Joe Biden, culpou Netanyahu e o Hamas pela ausência de um acordo de reféns antes de uma reunião com membros de sua equipe de negociação.